# گیرمو گارسیا (شناگر)
گیرمو گارسیا (به انگلیسی: Guillermo García) (زادهٔ ۱۷ نوامبر ۱۹۵۵) شناگر اهل مکزیک است.